# Autoroute A-5 (Espagne)

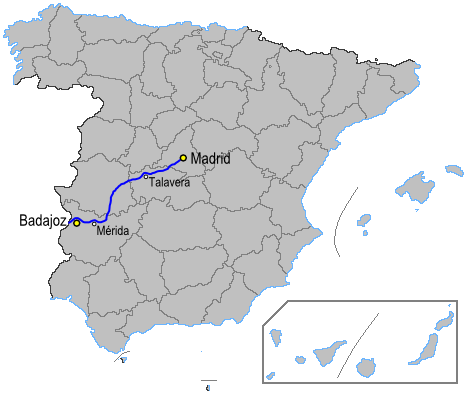
Localisation de l'A-5 sur le territoire espagnol

Pour les articles homonymes, voir Autoroute A5 et Autoroute du Sud-Ouest.
L'Autovía del Suroeste A-5 est l'une des six autoroutes radiales d'Espagne qui part de Madrid. 

Elle traverse les trois communautés autonomes de Madrid, Castille-La Manche et l'Estrémadure.
Elle permet d'accéder au Sud-Ouest de l'Espagne ainsi qu'à la capitale du Portugal, Lisbonne depuis Madrid.
Elle traverse toute la banlieue sud-est de Madrid avant de desservir les grandes villes de l'Estrémadure (Mérida, Cáceres, Badajoz) avant de continuer vers Lisbonne.

## Tracé
- L'autoroute A-5 débute au sud-ouest de Madrid (Périphérique de Madrid) sur le prolongement de la grande Avenida de Portugal. Elle dessert les grandes villes de la banlieue sud tels que Alcorcón et Móstoles entre la M-30 et la M-50 (Périphérique de l'agglomération de Madrid).
- Après Navalcarnero l'autoroute est rejoint par l'autoroute radiale R-5 (Madrid - Navalcarnero) et poursuit son chemin en direction de Maqueda dans la communauté de Castille-La Manche où se détache l'A-40 (Avila - Teruel).
- 112 km plus loin, à hauteur de Navalmoral de la Mata va se déconnecter de l'A-5, l'EX-A1, autoroute autonome d'Estrémadure qui relie Navalmoral de la Mata (A-5) à la frontière Portugaise  via Plasencia (A-66) et Coria.
- l'A-58 (Trujillo - Cáceres) encore en construction va se détacher de l'A-5 vers Trujillo par le nord de la ville.
- À hauteur de Miajadas, se détache l'EX-A2, voie rapide autonome d'Estrémadure qui va en direction de la Villanueva de la Serena.
- L'A-5 arrive à Mérida qu'elle contourne par l'ouest en faisant tronc commun avec l'A-66 (Séville - Gijón) pour continuer son chemin vers le Portugal.
- L'A-5 entame l'entrée dans l'agglomération de Badajoz où elle va croiser la future EX-A4 (Badajoz - Cáceres) une fois qu'elle sera construite. Elle contourne la ville par le nord en y desservant les différentes zones avant de passer la frontière vers le Portugal.

## Sorties
De Madrid au Portugal
| Sorties         | Villes |                 |
| --------------- | --- | --------------- |
|                 | Glorieta de San Vicente                                                                                         |                 |
|                 | Périphérique de Madrid Madrid-Avenida de Portugal                                                               | M-30            |
| 05              | Madrid-Alto de Extremadura                                                                                      |                 |
| 08              | Madrid-Calle de VIllamanín                                                                                      |                 |
| 11              | Madrid-Parc Zoologique                                                                                          |                 |
| 12              | Boadilla del Monte                                                                                              | M-511           |
| 13              | Campamento | M-502           |
| 13A             | Las Águilas |                 |
|                 | Toutes directions                                                                                               | M-40            |
| Sortie          | Alcorcón - Leganés                                                                                              | M-406           |
| 13B             | Alcorcón Nord                                                                                                   |                 |
| 14              | Alcorcón - Campodón                                                                                             | M-115           |
| 14A             | Alcorcón Sud |                 |
|                 | Toutes directions                                                                                               | M-50            |
| 15              | Mostoles Nord - Campodón                                                                                        | M-206           |
| 16              | Mostoles Ouest                                                                                                  |                 |
| 17              | Móstoles - Villaviciosa de Odón Université Rey Juan Carlos                                                      | M-856           |
| Aire de service | |                 |
| 19              | Móstoles-Mostoles Sud                                                                                           |                 |
| 20              | Parque Coimbra - Madrid Xanadú                                                                                  |                 |
| 21              | Arroyomolinos - Parque Coimbra                                                                                  | M-413           |
| Aire de service | |                 |
| 23              | Navalcarnero Est                                                                                                | M-600           |
| 24              | Navalcarnero Sud - El Álamo - Batres - Griñón                                                                   | M-404           |
| 25              | Navalcarnero Ouest - Brunete San Lorenzo de El Escorial Aldea del Fresno - Villa del Prado                      |                 |
|                 | Madrid | R-5             |
| 27              | Calypo Fado |                 |
| 28              | Valmojado - Méntrida - Calalberche                                                                              | CM-610          |
| Aire de service | |                 |
| 30              | Las Ventas de Retamosa                                                                                          |                 |
| 31              | La Torre de Esteban Hambrán                                                                                     |                 |
| 32              | Santa Cruz de Retamar                                                                                           |                 |
| 33              | Quismondo |                 |
| 34              | Maqueda - Ávila - El Tiemblo - Tolède - Torrijos                                                                | N-403           |
|                 | Avila Tolède - Cuenca - Teruel                                                                                  | A-40            |
| 36              | Santa Olalla - Alcabón - Torrijos                                                                               |                 |
| Aire de service | |                 |
| 37              | Otero |                 |
| 38              | Otero - El Casar de Escalona                                                                                    |                 |
| Aire de service | |                 |
| 40              | Castillo de Bayuela - Lucillos                                                                                  |                 |
| 41              | Cazalegas |                 |
| Aire de service | |                 |
| 42              | Embalse de Cazalegas Talavera de la Reina Est - Tolède                                                          | CM-4000         |
| 43              | Talavera de la Reina-Ronda de Los Andes Hinojosa de San Vicente San Román de los Montes - Sierra de San Vicente |                 |
| 44              | Talavera de la Reina Nord - Cervera de los Montes Sierra de San Vicente                                         |                 |
| 45              | Talavera de la Reina-Calle de Cervera - Mejorada                                                                |                 |
| 46              | El Casar de Talavera - Talavera de la Reina Ouest Ávila - Tolède                                                | N-502           |
| 47              | El Casar de Talavera                                                                                            |                 |
| 48              | Polígono Industrial Torrehierro                                                                                 |                 |
| 49              | Gamonal - Alberche                                                                                              |                 |
| 50              | Calera y Chozas Velada                                                                                          | CM-9410 CM-9510 |
| 51              | Calera y Chozas - Velada                                                                                        |                 |
| Aire de service | |                 |
| 52              | Alcañizo |                 |
| 53              | Torralba de Oropesa                                                                                             |                 |
| 54              | Oropesa - Candeleda El Puente del Arzobispo                                                                     | CM-5102 CM-5150 |
| 56              | Lagartera |                 |
| 57              | Herreruela de Oropesa - Caleruela                                                                               |                 |
| 57A             | Calzada de Oropesa, Las Ventas de San Julián                                                                    |                 |
| Aire de service | |                 |
| 58              | El Gordo - Berrocalejo                                                                                          |                 |
| 60              | Peraleda de la Mata                                                                                             |                 |
| Aire de service | |                 |
| 62              | Navalmoral de la Mata Est - Peraleda de la Mata                                                                 | EX-118          |
| 63              | Navalmoral de la Mata Sud - Valdehúncar                                                                         | CC-54           |
| 64              | Navalmoral de la Mata Ouest - Millanes -Casas de Belvís                                                         |                 |
|                 | Plasencia - SalamanqueA-66 - Coria                                                                              | EX-A1           |
| 66              | Navalmoral de la Mata                                                                                           |                 |
| 67              | Saucedilla |                 |
| 68              | Almaraz - Saucedilla                                                                                            | N-Va            |
| 69              | Almaraz - Romangordo - Serrejón                                                                                 | N-Va            |
| 70              | Casas de Miravete - Romangordo                                                                                  | N-Va            |
| 71              | Casas de Miravete - Higuera de Albalar                                                                          | CC-22           |
| 72              | Jaraicejo Est                                                                                                   |                 |
| 73              | Jaraicejo | N-Va            |
| 75              | Aldea de Trujillo - Torrecillas de la Tiesa                                                                     |                 |
| Aire de service | |                 |
|                 | Trujillo Ouest - Càceres CC-23 PlasenciaA-66 - Badajoz EX-A4 -                                                  | A-58            |
| 77              | Belén - Trujillo-Trujillo Nord                                                                                  | N-Va            |
|                 | Tunnel de Morata                                                                                                |                 |
| 78              | Trujillo Est | EX-208          |
| 79              | Ibahernando - Santa Cruz de la Sierra                                                                           | CC-24           |
| 80              | Abertura | EX-354          |
| 81              | Villamesías |                 |
| 80              | Miajadas - Escurial                                                                                             | EX-102 EX-106   |
| 80              | Miajadas - Càceres                                                                                              | EX-206 EX-379   |
|                 | Villanueva de la Serena - Don Benito Ciudad RealA-43 - ValenceA-43                                              | EX-A2           |
| 82              | Alonso de Ojeda                                                                                                 |                 |
| 83              | Conquista del Guadiana                                                                                          |                 |
| 84              | Santa Amalia - Don Benito                                                                                       |                 |
| Aire de service | |                 |
| 85              | Don Benito Ciudad Real - Albacete - Valence                                                                     | N-430           |
|                 | Don Benito Ciudad Real - Albacete - Valence                                                                     | A-43            |
| 86              | Torrefresneda                                                                                                   |                 |
| 89              | San Pedro de Mérida - Valverde de Mérida                                                                        | BA-125          |
| 90              | Trujillanos | A-242           |
| 91              | Mérida Est | N-V             |
| 92              | Mérida Nord Càceres                                                                                             | N-630 ME-11     |
|                 | Càceres - Salamanque Mérida Nord                                                                                | A-66 ME-11      |
| 96              | Mérida-Avenida de Via de la Plata - Esparragalejo                                                               | EX-209          |
| 97              | Mérida-Avenida de Portugal                                                                                      |                 |
|                 | Mérida Sud - Séville                                                                                            | A-66            |
| 100             | Mérida Ouest - Calamonte                                                                                        |                 |
| Aire de service | |                 |
| 102             | Arroyo de San Serván                                                                                            |                 |
| Aire de service | |                 |
| 104             | Lobón - Puebla de la Clazada - Montijo                                                                          |                 |
| 105             | Lobón | EX-328          |
| Aire de service | |                 |
| 106             | Guadajira |                 |
| 107             | Almendralejo | EX-300          |
| 108             | Talavera la Real Est                                                                                            | N-IIa           |
| 109             | Talavera la Real Sud - Alvarado                                                                                 |                 |
|                 | Badajoz Sud CordoueA-81 - SévilleA-66                                                                           | BA-30           |
| 111             | Badajoz Est | BA-20           |
|                 | Badajoz Nord Càceres                                                                                            | EX-A4           |
| 113             | Rubinat - San Antón i Vilanova                                                                                  | N-IIa           |
| 114             | Badajoz Nord - Campo Maior                                                                                      |                 |
| Aire de service | |                 |
| 115             | Badajoz Ouest                                                                                                   | BA-20           |
|                 | Badajoz Sud CordoueA-81 - SévilleA-66                                                                           | BA-30           |
|                 | Frontière Espagne - Portugal                                                                                    |                 |
|                 | Autoroute Lisboa-Espagne                                                                                        |                 |